# Ōbaku
Ōbaku (jap. 黄檗宗 Ōbaku-shū; chiń. huangbo zong; kor. hwangbak chong; wiet. Hoàng Bá tông; pol. szkoła ōbaku) – japońska szkoła zen założona w XVI w. przez chińskich mistrzów chan z klasztoru Wanfu na górze Huangbo z linii przekazu Dharmy szkoły linji. Praktyka tej linii przekazu łączyła elementy nauki Szkoły Czystej Krainy (lub Szkoły Czystej Ziemi) z praktyką medytacyjną zen.

## Historia szkoły

### Sytuacja w Chinach
Chiny przeżywały wówczas trudny okres; dynastia Ming upadała i dochodziła do władzy nowa dynastia Qing. Ówcześni cesarze Ming nie radzili sobie z kryzysową sytuacją w kraju. Trwały walki między wojskami Mingów i Qingów. Z północy nastąpiła inwazja Mandżurów. W kraju wybuchła rebelia. Seria naturalnych katastrof doprowadziła do głodu w różnych regionach państwa.
Klasztor Wanfu, leżący na górze Huangbo w prowincji Fujian, został założony w 789 r. przez mnicha Zhenggana z linii przekazu Szóstego Patriarchy Huinenga. Najpierw powstała jego pustelnia nazwana Boruotang. Jednak wkrótce została rozbudowana i stała się regularnym klasztorem nazwanym Jianfu. W IX wieku przebywał w tym klasztorze wielki mistrz chan Huangbo Xiyun (zm. 850). Później klasztor zaczął podupadać. Na początku dynastii Ming, bo w 1390 r. klasztor został odrestaurowany przez mistrza chan Daixiu (bd). Jednak w 1555 r. został całkowicie spalony podczas rebelii. W latach 1567–1572 opatem zrujnowanego klasztoru był mistrz chan Zhengyuan Zhongtian (bd), który pragnął zrekonstruować klasztor, jednak zamiast starać się o środki finansowe na ten cel, całą energię poświęcił na petycje, aby władze pekińskie przyznały klasztorowi Tripitakę. Jego dwaj najwybitniejsi uczniowie: Xingshou Jianyuan (bd) i Xingci Jingyuan (bd) kontynuowali starania mistrza i w końcu w 1612 r. otrzymali chińską edycje Tripitaki.
W 1630 r. opatem klasztoru został Miyun Yuanwu (1566–1642), który rozpoczął odbudowę klasztoru. W 1633 r. przekazał Dharmę swojemu uczniowi Feiyinowi Tongrongowi (1593–1661). W 1637 r. Feyin przekazał funkcję opata swojemu spadkobiercy Yinyuanowi Longqiemu (1592–1673). Pełnił on tę funkcję w latach 1637–1642, kiedy to zrezygnował z funkcji opata po śmierci mistrza Miyuna. W 1646 r. został jednak ponownie opatem klasztoru i funkcję tę pełnił do swojego wyjazdu do Japonii w 1654 r. Jego następcą został Huimen Rupei (1615–1664).
Opaci Wanfu si nie tylko odbudowali klasztor, ale przede wszystkim zrewitalizowali styl chanu w tej linii przekazu. W nauczaniu stosowali wszystkie znane metody szkoły linji takie jako Koany, uderzenia, okrzyki itd. Równocześnie jednak, aby dotrzymać kroku synkretycznej naturze ówczesnego buddyzmu chińskiego, wprowadzili do praktyki także elementy szkoły Czystej Krainy, tiantai a nawet niektóre praktyki wiar ludowych.
Uważali, że ich linia przekazu Dharmy jest najzupełniej ortodoksyjną linią przekazu od samego mistrza Linji Yixuana. Nazywali więc swoją tradycję Linji zhengzong (prawdziwą szkołą linji) lub Linji zhengchuan. Miyun, Feiyin i Yinyuan uważali siebie za 30, 31 i 32 pokolenie mistrzów od mistrza Linji.
Mistrzowie ci nie uważali się więc za żadną, różną od linji, szkołę. Szkoła huangbo (jap. ōbaku) w Chinach nie istniała, a więc nie została przeniesiona do Japonii, tylko założona w Japonii przez mistrza chan Yinyuana Longqiego.

### Sytuacja w Japonii

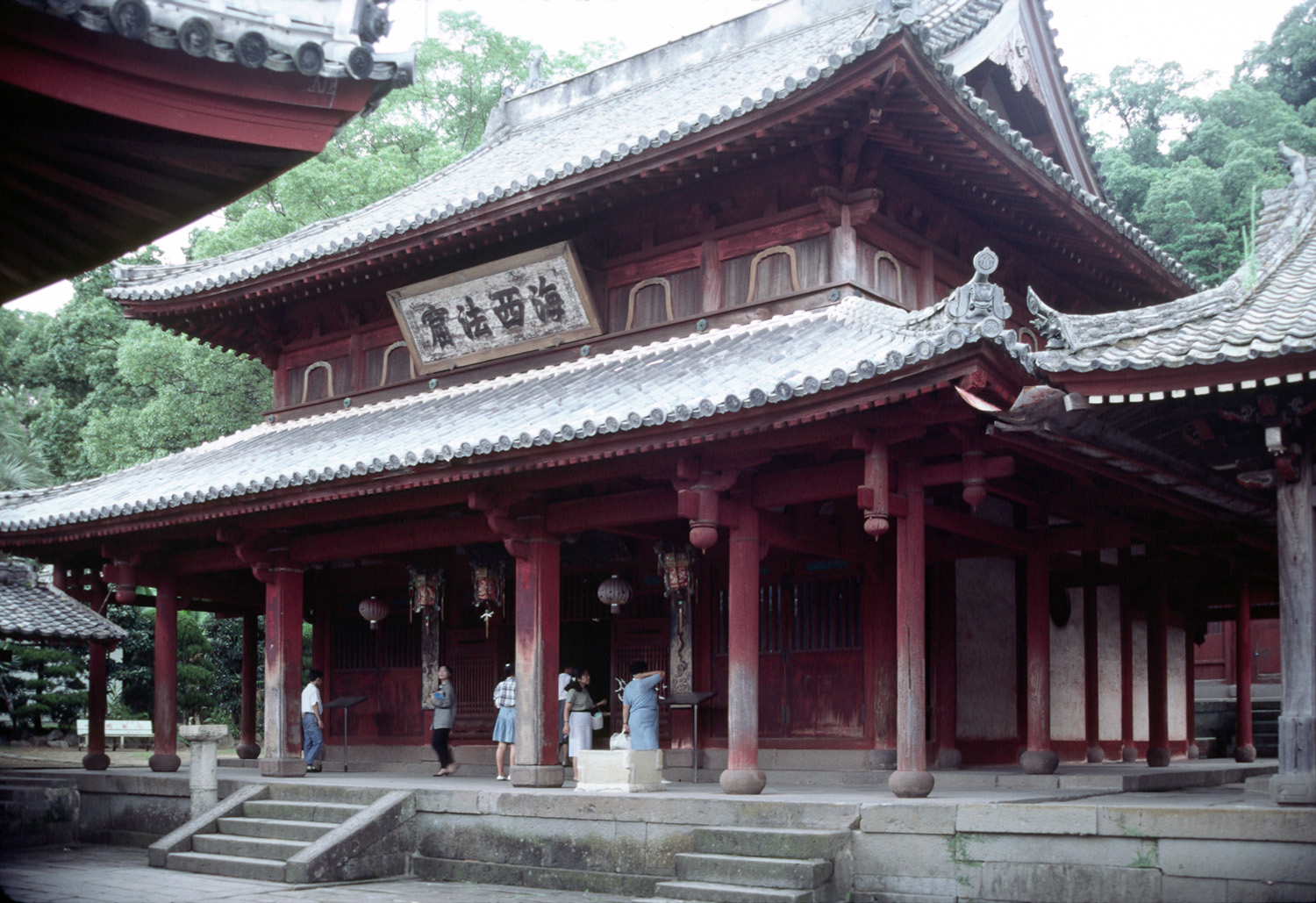
Sōfuku-ji

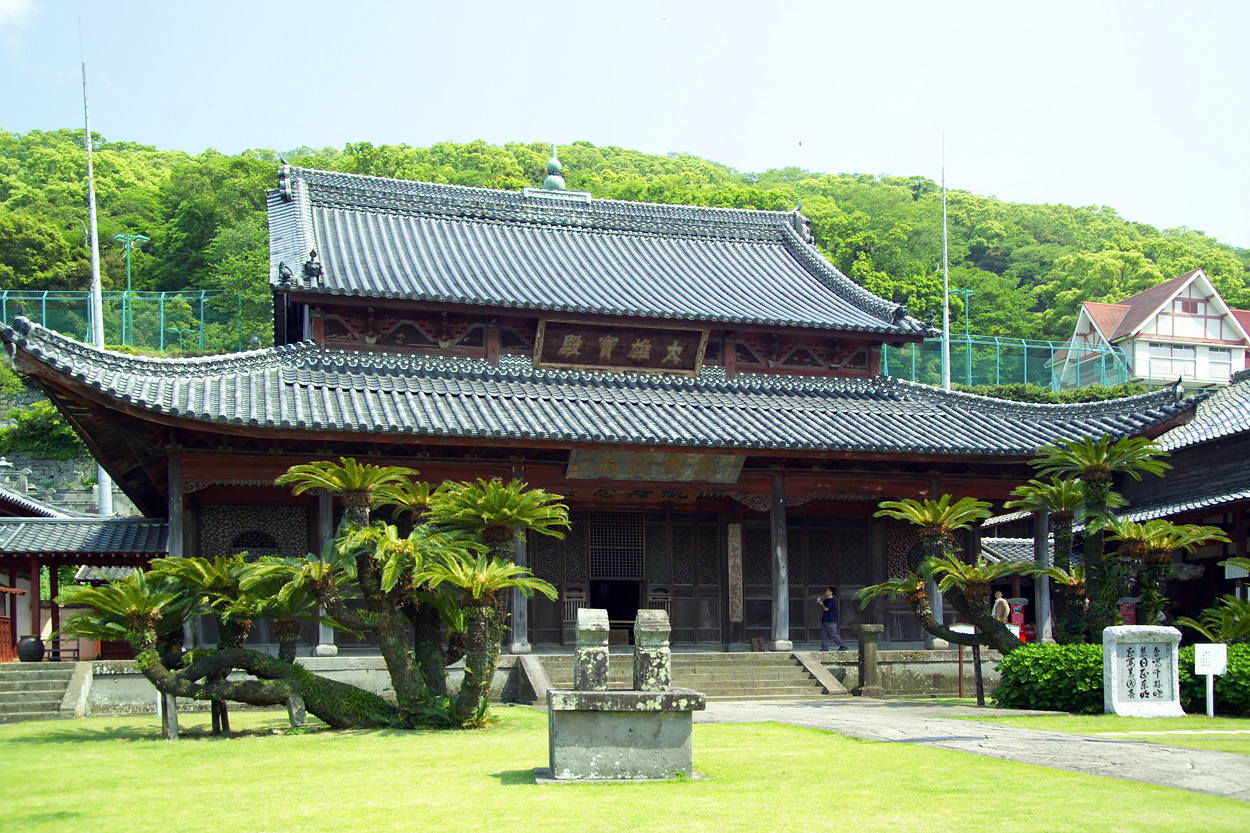
Kōfuku-ji (zwana także Nanjing-ji)

W okresie Edo kontakty Japończyków z Chinami uległy poważnemu ograniczeniu. Były one utrzymywane jedynie przez port w Nagasaki. Chiny dla buddystów japońskich były źródłem prawdziwego, nieskażonego buddyzmu. Traktowali Chiny dokładnie tak samo, jak buddyści chińscy traktowali Indie, do których udawali się, aby u źródła zrewitalizować nauki i oczyścić się z ewentualnych błędów.
We wczesnych dekadach Edo buddyzm szybko się rozwijał. Chociaż okres ten uważano za czas stagnacji i degeneracji, to stabilność polityczna została wykorzystana przez wszystkie istniejące szkoły buddyjskie do budowania nowych klasztorów, odbudowy starych (po otrzymaniu odpowiednich zezwoleń rządowych), rozwijania nowych systemów kształcenia mnichów, badania dawnych tekstów buddyjskich i tworzenia nowych sieci powiązań świątyń i klasztorów.
Na początku okresu panowania siogunów rodu Tokugawa klasztory szkoły rinzai systemu gozan, czyli pięć klasztorów przeżywały kryzys. Stały się mało aktywne, a mnisi zajęci byli tworzeniem literatury i obrazów. Zdecydowanie górowały nad nimi niezależne klasztory, a zwłaszcza Daitoku i Myōshin, gdzie zajmowano się głównie praktyką zen.
Myōshin-ji stanął na czele ruchu zmierzającego do uzdrowienia sytuacji w szkole rinzai i przeprowadzenia reform. Jednak ruch podzielił się na dwie frakcje: jedna frakcja uważała, że należy niezwykle dokładnie interpretować reguły życia klasztornego, a druga, iż duch jest ważniejszy od prawa. Na czele tej ostatniej frakcji stał Gudō Tōshoku (1577–1661) i on odniósł zwycięstwo.
Na czele frakcji przegranej stali Isshi Monju (1608–1646) i Ungo Kiyō (1582–1659) oraz Ryōkei Shōsen (1602–1670), Tokuō Myōkō (1611–1681) i Jikuin Somon (1611–1677). Wszyscy oni odegrali główną rolę w sprowadzeniu mistrza chan Yinyuana do Kioto i w wybudowaniu Ōbaku-san Mampuku-ji, pierwszego głównego klasztoru nowej szkoły ōbaku.
Skoro Japończykom z powodu zamieszania w Chinach trudno było się tam dostać, w związku z tym upatrywali oni szansę na rewitalizację szkoły rinzai przez zaproszenie chińskich mistrzów chan.
W Nagasaki znajdowała się dość spora społeczność chińska, głównie kupiecka, której religijne zapotrzebowania zaspokajały trzy, wybudowane przez nich, buddyjskie świątynie grupujące wiernych zgodnie z regionem Chin, z którego pochodzili. Kupcy z rejonu rzeki Yangzi wybudowali w 1623 r. Kōfuku-ji, która stała się potem znana pod nazwą Nanjing-ji. Fukusai-ji została wybudowana w 1628 r. przez kupców pochodzących rejonu Zhangzhou w prowincji Fujian i była między nimi nazywana Zhangzhou. Trzecia świątynia – Sōfuku – została wybudowana w 1635 r. przez Chińczyków z rejonu Fuzhou i tak też była przez nich nazywana.
Te trzy świątynie trzeba uważać za świątynie chan, chociaż nie w ortodoksyjnym stylu. Nie były one związane z żadnym japońskim klasztorem zen. Pozostały całkowicie niezależne do czasu wybudowania Mampuku-ji. Chińczycy sprowadzali z kraju mnichów, którzy zostawali opatami tych świątyń. Jednym z celów wybudowania tych świątyń było zademonstrowanie Japończykom, iż Chińczycy są wprawdzie obcymi, ale jednak buddystami, aby uniknąć rządowych antychrześcijańskich pogromów, zwłaszcza po rewolcie Shimabary w 1638 r.
Pierwszym mnichem buddyjskim, który zyskał tu sobie dobrą reputację był mistrz chan Daozhe Chaoyuan (1602–1662) (jap. Dōsha Chōgen). Pochodził z Fujian. Oto jego 'rodzinna' linia przekazu Dharmy:
- 40/30[5]. Miyun Yuanwu (1566–1642)
  - 41/31. Feiyin Tongrong (1593–1661)
    - 42/32. Daozhe Chaoyuan (1602–1663)
    - 42/32. Gengxin Xingmi (bd)
      - 43/33. Daozhe Chaoyuan (1602–1662) Japonia, Nagasaki.
        - 44/34. Bankei Yōtaku (1622–1793) był jego uczniem przez rok, otrzymał nawet inka, ale nie został jego spadkobiercą

    - 42/32. Yinyuan Longqi (1592–1673) szkoła ōbaku
      - 43/33. Yelan Xinggue (1613–1651)
      - 43/33. Yiran Xingrong (1601–1668)
      - 43/33. Huimen Rupei (1615–1664)

Gdy jedna ze świątyń potrzebowała nowego opata, wysłano zaproszenia do jednego z głównych uczniów Yinyuana – Yelana Xinggue, który zaakceptował ofertę i w 1651 r. wyruszył do Japonii. Statek uległ rozbiciu i jedną z ofiar był właśnie Yelan. Jego nauczyciel Yinyuan był tą śmiercią bardzo poruszony i jak potem sugerował, była ona głównym czynnikiem, że sam wybrał się do Japonii.
W Japonii kampanię w celu sprowadzenia samego Yinyuana prowadził ówczesny opat Kōfuku-ji Yiran Xingrong (1601–1668). Po zaproszeniach, 12 miesiąca 1653 r. Yinyuan ostatecznie zaakceptował przenosiny do Japonii, mimo sprzeciwu swoich uczniów. Na swojego następcę wyznaczył Huimena Rupeia (1615–1664) i siódmego miesiąca 1654 r. wraz 20–30 swoimi uczniami wypłynął do Japonii.

### Powstanie szkoły ōbaku

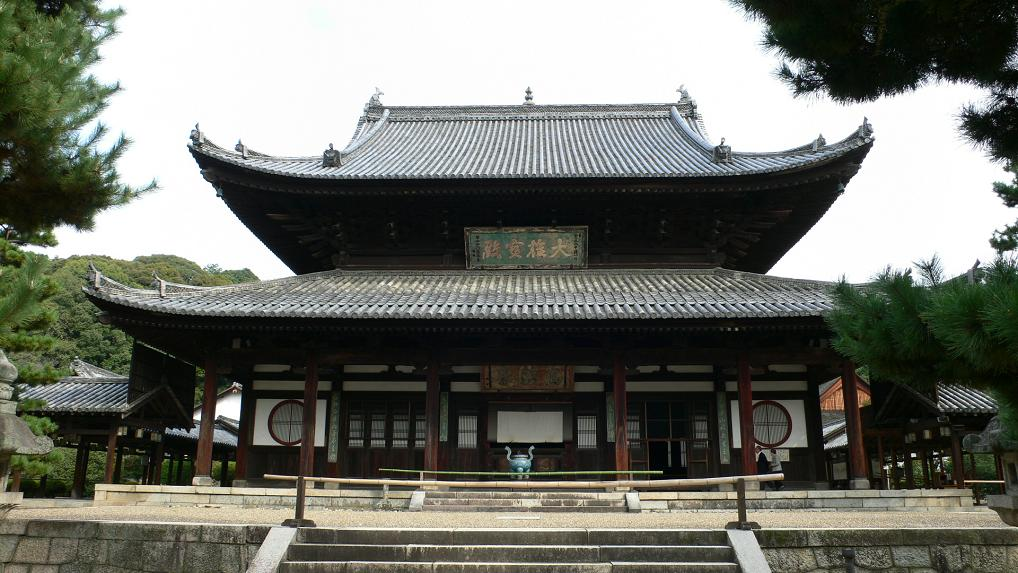
Klasztor Mampuku

Kiedy mistrz Yinyuan przybył do Nagasaki witały go tysiące ludzi, zarówno Chińczyków jak i Japończyków. Zaledwie w 12 dni po przybyciu objął stanowisko opata. Liczni japońscy przedstawiciele władz przychodzili z wyrazami szacunku dla mistrza. Na prowadzone przez niego pierwsze zimowe odosobnienie zgłosiło się 70 mnichów japońskich i 20 chińskich.
Jego przybycie spotkało się z tak entuzjastycznym przyjęciem dlatego, iż był pierwszym wybitnym chińskim mistrzem chan, który pojawił się w Japonii od ponad 300 lat.
Frakcja mnichów z klasztoru Myōshin rozpoczęła natychmiast starania, aby sprowadzić mistrza do Kioto i zaczęła żmudne rozmowy z władzami o umożliwienie podróży mistrzowi z Nagasaki do Kioto. Starania te były przez jakiś czas skutecznie blokowane przez drugą frakcję, na czele której stał Gudō Tōshoku. W końcu, chociaż udało mu się zablokować wybór Yinyuana na opata, to nie udało mu się przeszkodzić jego przyjazdowi do Kioto. I to, patrząc z perspektywy, że nie został opatem Myōshin-ji, stało się przyczyną założenia ōbaku jako odrębnej szkoły.
Oczekując na możliwość wyjazdu z Nagasaki mistrz Yinyuan wprowadził w Kōfuku-ji takie same reguły jaki panowały w jego chińskim klasztorze Wanfu. Świątynna społeczność Kōfuku-ji powiększyła się tak znacznie, że klasztor musiał być rozbudowany. Na początku 1655 r. otrzymał zaproszenie od Sōfuku-ji (gdzie zmarły Yelan miał być opatem) i został opatem także i tej świątyni.
Po pokonaniu wszelkich przeszkód – motorem wszelkich działań był Ryōkei Shōsen – ósmego miesiąca 1655 r. Yinyuan opuścił Nagasaki i po prawie miesięcznej podróży przybył do Kioto do własnej świątyni Ryōkana – Fumon w Settsu.
Pierwsze plany Yinyuana związane były z rozbudową Jikishi-an, która znajdowała się na północnym zachodzie od Kioto. Jej opatem był mnich rinzai Dokushō Shōen (1617–1694), uczeń i służący mistrza Yinyuana. Plany te spotkały się ze sprzeciwem z klasztoru Daitoku, gdyż Jikishi-an znajdowała się po prostu zbyt blisko. Yinyuan wybrał więc miejsce na południowym wschodzie od Kioto, w prowincji Yamashiro, w dystrykcie Owada, w mieście Uji. Przyszły klasztor otrzymał teren 8,900 hektarów.
Budowę zaczęto piątego miesiąca 1661 r. a ceremonie poświęcenia klasztoru odbyły się pierwszego miesiąca 1663 r. Mampuku-ji od samego początku był wzorowany pod każdym względem na klasztorze Wanfu i w celu podkreślenia tego, pełna nazwa brzmiała w zsinizowanej wymowie japońskiej Ōbaku san Mampuku-ji czyli Huangbo Shan Wanfusi (klasztor Wanfu na górze Huangbo 黄檗山萬福寺). Zasady administrowania, wszelkie nazwy budynków, wewnętrznych świątyń były takie same jak w chińskim pierwowzorze. Architektonicznie klasztor był typowym kompleksem w stylu Ming. Yinyuan osobiście napisał swoją wersję klasztornych reguł, aby mieć pewność, że jego tradycja przetrwa w Japonii.
Chociaż można uważać wybudowanie klasztoru za początek nowej szkoły, to jednak dla jej akceptacji i możliwości utrzymania się potrzeba było dużo więcej. W 1663 r. klasztor miał niezwykle małą sieć powiązań; były to zaledwie te trzy chińskie świątynie w Nagasaki. Okazało się również, iż stałymi rezydentami klasztoru zostało tylko kilku Japończyków; pozostali powrócili do swoich szkół rinzai i sōtō.
Jednak w ciągu kilku dekad nowa szkoła będzie już dysponować pokaźną liczbą 1,043 klasztorów i świątyń we wszystkich 51 prowincjach kraju.

### Rozwój szkoły
To, że szkoła ta w ogóle się utrzymała należy zawdzięczać m.in. skutecznym naukom chińskich mistrzów, umiejętności w zdobyciu poparcia u świeckich Japończyków i wybitnym japońskim uczniom. Dla szkoły rinzai, szkoła ōbaku była oczywistym wrogiem; zabierała wyznawców, a tym samym pieniądze i część wsparcia udzielanego przez bakufu.
Oto przykład skuteczności nauczania szkoły przez 6 pierwszych pokoleń mistrzów.
- Pierwsza generacja – 1 przekaz Dharmy
- Druga generacja – 10 przekazów Dharmy
- Trzecia generacja – 123 przekazy Dharmy
- Czwarta generacja – 564 przekazy Dharmy
- Piąta generacja – 962 przekazy Dharmy
- Szósta generacja – 1014 przekazów Dharmy.

Szósta generacja, to około 100 lat po założeniu Mampuku-ji. Liczba 1014 przekazów Dharmy już nigdy nie została przekroczona.

#### Linia przekazu Dharmy zenw początkowym okresie
Pierwsza liczba oznacza liczbę pokoleń mistrzów od 1 Patriarchy indyjskiego Mahakaśjapy.
Druga liczba oznacza liczbę pokoleń od 28/1 Bodhidharmy, 28 Patriarchy Indii i 1 Patriarchy Chin.
Trzecia liczba oznacza początek nowej linii przekazu w danym kraju.
- 68/41 Miyun Yuanwu (1566–1642)
  - 69/42 Feiyin Tongrong (1593–1661)
    - 70/43/1 Yinyuan Longqi (jap. Ingen Ryuki) (1592–1673) 23 spadkobierców Dharmy w tym 3 Japończyków. 1 opat Mampuku-ji
      - 71/44/2 Duzhan Xingrong (1628–1706)
        - 72/45/3 Tengan (bd)

      - 71/44/2 Yiran Xingrong (1601–1668) opat Kōfuku-ji
      - 71/44/2. Dokuhon Shōgen (1618–1689)
      - 71/44/2. Dokuryu Shoeki
      - 71/44/2. Ryōkei Shōsen (1602–1670) 1 spadkobierca Dharmy, opat Shōmyō-ji
        - 72/45/3. Go-Mizunoo (1612–1629) cesarz Japonii
          - 73/46/4. Kaiō Hōkō (1635–1712) opat Shōmyō-ji, linia ta dała później dwóch opatów Mampuku-ji.

      - 71/44/2. Dokushō Shōen (1617–1694)
      - 71/44/2. Jifei Ruyi (jap. Sokuhi Nyoitsu) (1616–1671) opat Fukuku-ji, 5 spadkobierców Dharmy
        - 72/45/3. Hōun Myōdo (bd) 2 opat Fukuku-ji
        - 72/45/3. Qiandai Xing’an (1636–1705) 6 opat Mampuku-ji

      - 71/44/2. Mu’an Xingtao (jap. Mokuan Shōtō) (1611–1684) 46 spadkobierców Dharmy, w tym 43 Japończyków. 2 opat Mampuku-ji
        - 72/45/2. Hakuo Dotai (zm. 1682) opat Daikyu-an
          - 73/46/3. Ryōnen Gensō (1646–1711) mistrzyni zen

        - 72/45/3. Tannen Dōjaku (1629–1679) były mnich szkoły sōtō
        - 72/45/3. Tetsugen Dōkō (1630–1682) nie zostawił spadkobierców
        - 72/45/3. Ichimyō Dōgen (1635–1685)
        - 72/45/3. Tesshin Dōhan (1641–1710) dwukrotny opat Zuishō-ji
        - 72/45/3. Jitsuden Dōkin (1627–1704) 4 opat Zuishō-ji
        - 72/45/3. Tanzan Dōshō (1606–1682)
        - 72/45/3. Tetsugyū Dōki (1628–1700) 34 spadkobierców Dharmy. 2 opat Zuishō-ji[14]
          - 73/46/4. Linia przekazu chōshō

        - 72/45/3. Egoku Dōmyō (1632–1721) 42 spadkobierców Dharmy, 3 opat Zuishō-ji i swojego klasztoru Hōun-ji
          - 73/46/4. Linia przekazu shōringe

        - 72/45/3. Chōon Dōkai (1628–1695)

      - 71/44/2. Huilin Xingji (1609–1681) 6 japońskich spadkobierców Dharmy. 3 opat Mampuku-ji
        - 72/45/3. Linia przekazu ryūko
        - 72/45/3. Duzhan Xingying (Xingrong) (1628–1706) 39 spadkobierców Dharmy (38 Japończyków). 4 opat Mampuku-ji
          - 73/46/4. Linia przekazu shishirin oraz 3 mniejsze linie
          - 73/46/4. Enzū Dōjō (1643–1704) 17 spadkobierców Dharmy
          - 73/46/4. Sekisō Dōkō (1638–1704
          - 73/46/4. Yuefeng Daozhuang (1655–1734) 8 opat Mampuku-ji

      - 71/44/2. Huimen Rupei (1615–1664) początkowo następca Yinyuana w Chinach; przybył do Nagasaki. 11 spadkobierców Dharmy.
        - 72/45/3. Gaoquan Xingdong[15] (1633–1695) 16 spadkobierców Dharmy. 5 opat Mampuku-ji
          - 73/46/4. Linia przekazu bukkoku-ha

Chociaż używamy tutaj określenia szkoła, które podkreśla odrębność ōbaku, to jednak aż do 1876 r. ōbaku była traktowana nie jako shū (chiń. zong) tylko jako ha (chiń. pai), czyli odgałęzienie, filia itp., czyli prawnie nie była samodzielną szkołą. Jeszcze w 1874 r. dekret rządowy uznawał za niezależne szkoły tylko sōtō i rinzai, a ōbaku była tylko ha. Dla oficjeli rinzai i ōbaku było to nie do przyjęcia i obie strony rozpoczęły akcję wysyłania petycji do władz. I ich prośby zostały wysłuchane w 1876 r. Dziś ōbaku liczona jest wśród 23 zarejestrowanych organizacji zen; obok rinzai (i jego 15 odgałęzień) i sōtō.
Ōbaku powstała dzięki wybitnym chińskim mistrzom chan, ale rozwijać się i przetrwać mogła tylko dzięki ich wybitnym japońskim uczniom. Japońscy spadkobiercy Dharmy reprezentują elitę w całej hierarchii szkoły; chociaż tradycyjnie przez kilkanaście pokoleń opatami Mampuku-ji byli tylko Chińczycy, mogli oni być oni opatami wszystkich innych klasztorów, mieli prawo przyjmowania swoich uczniów i wyznaczać spadkobierców Dharmy, którzy przeniosą tradycję dalej. Cieszyli się także wielkim respektem, gdyż byli związani z chińskimi mistrzami założycielami. To oni zapracowali na to, co można nazwać ludzkim kapitałem szkoły: mnichów, mniszki, świeckich wyznawców oraz donatorów i protektorów.
Obecnie szkoła liczy ok. 460 klasztorów i świątyń oraz ponad 100,000 praktykujących.

### Cechy praktyki szkoły ōbaku
Ponieważ linia przekazu Dharmy szkoły ōbaku pochodziła od mistrza chan Linjiego Yixuana (zm. 866), szkoła ta dziedziczyła te same tradycje, co japońska szkoła zen rinzai. Różnice wynikały głównie ze zmian, które nastąpiły w chińskim buddyzmie, a szczególnie w szkole chan po okresie dynastii Yuan. Ponieważ ustała wówczas komunikacja pomiędzy buddyzmem chińskim a buddyzmem japońskim – szkoła linji i szkoła rinzai rozwijały się zupełnie niezależnie, zgodnie ze zmianami wewnętrznymi w religii, kulturze i nawet polityce w obu krajach.
Charakterystyczne cechy nauk szkoły ōbaku:
- medytacja jest uważana za centralny element praktyki. Mogą tu zachodzić pewne różnice w zrównoważeniu poszczególnych elementów praktyki monastycznej: medytacji, rytuałów i np. badania sutr, ale mimo wszystko medytacja zajmuje czołowe miejsce. Celem jest oczywiście postrzeżenie własnej natury i stanie się Buddą (chiń. jianxing chengfo; jap. kenshō-jōbutsu).
- Tak jak inne szkoły zen szkoła ta praktykuje bezpośredni przekaz z umysłu do umysłu (chiń. yixin chuanxin; jap. ishin denshin) oraz szczególny przekaz poza pismami (chiń. jiaowai biechuan; jap. kyōge betsuden). Mistrz kieruje postępem uczniów w praktyce i przekazuje Dharmę twarzą w twarz tym, którzy urzeczywistnili swoją własną naturę. Mistrzowie rinzai, którz poparli szkołę ōbaku, właśnie w tym widzieli szansę zreformowania praktyk rinzai, w których przekaz Dharmy mógł odbyć się zaocznie.
- Używanie tego samego kanonu literackiego, co np. szkoła rinzai: Linji lu (jap. Rinzai roku); Biyan lu (jap. Hekigan roku); Wumenguan (jap. Mumonkan), Lankavatara Sutra (chiń. Lengjia jing; jap. Ryōga-kyō) itd. Jednak o ile mistrzowie rinzai kładli główny nacisk na zbiory kōanów, to mistrzowie ōbaku wykazywali większe zainteresowanie tekstami typu opublikowanych nauk mistrzów chan zwanych w Chinach yulu a w Japonii jako goroku.
- Mocny nacisk na praktykę z kōanami (chiń. Koan). Kolejny element, w którym reformatorzy rinzai upatrywali szansy na uzdrowienie swojej szkoły. W tym czasie w klasztorach systemu gozan (pięciu klasztorów), traktowano je jako utwory literackie i zajmowano się nimi pod tym kątem.
- Kombinacja nauk chan/zen i szkoły Czystej Krainy. Używanie praktyki recytacji imienia buddy Amitabhy (chiń. nianfo; jap. nembutsu). Zen praktykowany przez ōbaku zaczęto nazywać deprecjonującym określeniem nembutsu zen. Jednak praktyka ta wcale nie jest główną praktyką szkoły i zajmuje stosunkowo mało miejsca w tekstach związanych z ōbaku.
- Utrzymanie chińskiej tożsamości kulturalnej szkoły.
  - Rytualnym językiem szkoły jest język chiński w jego prowincjonalnej odmianie z Fujian.
  - Wykorzystywanie typowych chińskich instrumentów klasztornych, nieznanych w klasztorach japońskich. Dziś, niektóre z nich, jak np. muyu, (jap. mokugyo, pol. drewniana ryba) są używane właściwie wszędzie. Kombinacja bębnów, dzwonków i trzymanych w ręku cymbałków wraz z chińskimi rytmami i śpiewami daje egzotyczny efekt zbliżony raczej do ezoterycznych rytuałów niż do prostej ceremonii zen.
  - Utrzymanie kulinarnych zwyczajów przywiezionych z Chin. Je się wspólnie w refektarzu chińskie wegetariańskie pożywienie zwane po japońsku fucha ryōri. Pożywienie to jednak pierwotnie było przygotowywane tylko na wyjątkowe okazje z racji szczególnych świąt buddyjskich. W szkole ōbaku stało się pożywieniem codziennym i szkoła zaczęła być krytykowana, gdyż mnisi byli zbyt grubi[17].
  - Utrzymanie chińskich szat mnisich, butów i nakryć głowy[18]. Chińscy mnisi także nosili z reguły dłuższe włosy pomiędzy okresami golenia, nawet do ok. 5 centymetów.
- Tendecja do rygorystycznego przestrzegania reguł monastycznych. W tym frakcja reformatorów rinzai widziała szansę na zreformowanie swojej szkoły.
- Przeprowadzanie regularnych letnich i zimowych odosobnień medytacyjnych. To szczególnie przyciągnęło mnichów japońskich, gdyż w szkole rinzai nie było to praktykowane i zależało od decyzji opata. Dlatego na te odosobnienia przybywali mnisi sōtō i rinzai, nawet jeśli nie zamierzali przejść do szkoły ōbaku. W końcu klasztor Myōshin wydał w 1665 r. rozporządzenie zabraniające mnichom klasztorów z jego linii uczestnictwa w odosobnieniach. Zmieniło się to dopiero po reformach Hakuina Ekaku.
- Szczególne oddanie pracy wśród zwykłych ludzi. Mnisi ōbaku niezwykle wykazywali się w czasie naturalnych klęsk, zaraz, głodu itd., nie licząc się ze swoim zdrowiem i życiem, i ratując setki tysięcy ludzi od śmierci.
- Mnisi Ōbaku są znani ze swej sztuki kaligrafii, trzech z nich (Yinyuan Longqi, Mu’an Xingtao i Jifei Ruyi) było znanych jako "trzy pędzelki ōbaku".

Dwoma głównymi tekstami szkoły dotyczącymi reguł monastycznych są:
- Ōbaku shingi (chiń. Huangbo qinggui), tekst napisany pierwotnie przez samego Yinyuana, został następnie poprawiony przez Mu’ana i w końcu ostatecznie zredagowany przez Gaoquana i wydany w 1673 r. Dotyczy on ściśle reguł klasztornych ōbaku.
- Sandan kaie, (w surowym tłumaczeniu Ceremonia potrójnej ordynacji ołtarzowej) dotyczy ostatecznej ordynacji mnichów i przyjmowania wskazań przez ludzi świeckich.

W miarę upływu czasu następowała jednak nieuchronna japonizacja szkoły, gdyż jednymi mnichami są obecnie Japończycy. Ostatnim 21 chińskim opatem Manpuku-ji był Dacheng Zhaohan (1709–1784), którego następcą był już mnich japoński Kakushū Jōchō (1711–1790 – 22 opat tego klasztoru. Różnice między obecną szkołą rinzai po reformach Hakuina a obecną zjaponizowaną szkołą ōbaku są coraz mniejsze, tak że ōbaku nie ma tej siły przyciągania, co kiedyś, i stan posiadania szkoły raczej się kurczy.